# Reach the Rock
Reach the Rock (Brasil: Nadando contra a Corrente ) é um filme estadunidense de 1998, do gênero comédia romântica, dirigido por William Ryan.

## Elenco
| Ator              | Papel |
| ----------------- | ----- |
| William Sadler    | Quinn |
| Alessandro Nivola | Robin |
| Bruce Norris      | Ernie |
| Karen Sillas      | Donna |
| Norman Reedus     | Danny |